# Бузький провулок (Київ)
Бу́зький прову́лок — зниклий провулок, існував у Московському районі (нині — Голосіївському) міста Києва, місцевість Саперна слобідка. Пролягав від Великої Китаївської вулиці. Первісно простягався до Малокитаївської вулиці, згодом був скорочений у зв'язку із прокладанням проспекту Науки. 

## Історія
Виник на межі XIX і XX століття під назвою (3-й) Вітя́нський провулок. Назву Бу́зький провулок набув 1955 року. 
Ліквідований у зв'язку зі знесенням частини малоповерхової забудови наприкінці 1970-х — на початку 1980-х років.